# Gaj (gromada w powiecie łęczyckim)
Gaj (od 31 XII 1959 Gaj Nowy) – dawna gromada, czyli najmniejsza jednostka podziału terytorialnego Polskiej Rzeczypospolitej Ludowej w latach 1954–1972.
Gromady, z gromadzkimi radami narodowymi (GRN) jako organami władzy najniższego stopnia na wsi, funkcjonowały od reformy reorganizującej administrację wiejską przeprowadzonej jesienią 1954 do momentu ich zniesienia z dniem 1 stycznia 1973, tym samym wypierając organizację gminną w latach 1954–1972.
Gromadę Gaj siedzibą GRN w Gaju utworzono – jako jedną z 8759 gromad na obszarze Polski – w powiecie łęczyckim w woj. łódzkim, na mocy uchwały nr 32/54 WRN w Łodzi z dnia 4 października 1954. W skład jednostki weszły obszary dotychczasowych gromad Gaj Nowy, Moraków i Stawy oraz kolonia Bryski I, kolonia Bryski II, parcelacja Bryski i wieś Bryski-Majdany z dotychczasowej gromady Bryski ze zniesionej gminy Tum w tymże powiecie. Dla gromady ustalono 12 członków gromadzkiej rady narodowej.
31 grudnia 1959 do gromady Gaj przyłączono obszar zniesionej gromady Balków oraz wieś i kolonię Czerników, wieś i kolonię Łubnica, kolonię Stefanów Łubnicki, kolonię Irenów, wieś Górki Łubnickie i wieś Żabokrzeki ze zniesionej gromady Czerników, po czym gromadę Gaj zniesiono przez zmianę nazwy jednostki na gromada Gaj Nowy z siedzibą w Gaju Nowym.